# پل رامادیر
پل رامادیر (فرانسوی: Paul Ramadier‎؛ زادهٔ ۱۷ مارس ۱۸۸۸ – درگذشتهٔ ۱۴ اکتبر ۱۹۶۱) یک سیاستمدار اهل فرانسه بود.